# Lijst van voetbalinterlands Georgië - Saint Kitts en Nevis
Deze lijst van voetbalinterlands is een overzicht van alle officiële voetbalwedstrijden tussen de nationale teams van Georgië en Saint Kitts en Nevis. De landen hebben tot op heden een keer tegen elkaar gespeeld. Dat was een vriendschappelijke wedstrijd op 7 juni 2017 in Tbilisi.

## Wedstrijden
| № | Plaats  | Datum       | Competitie        | Wedstrijd                      | Uitslag |
| - | ------- | ----------- | ----------------- | ------------------------------ | ------- |
| 1 | Tbilisi | 7 juni 2017 | Vriendschappelijk | Georgië − Saint Kitts en Nevis | 3 − 0   |

## Samenvatting
| Competitie        | Totaal gespeeld | Winst Georgië | Gelijk | Winst St. Kitts-Nev. | Doelsaldo Georgië – St. Kitts-Nev. |
| ----------------- | --------------- | ------------- | ------ | -------------------- | ---------------------------------- |
| Vriendschappelijk | 1               | 1             | 0      | 0                    | 3 − 0                              |
| Totaal            | 1               | 1             | 0      | 0                    | 3 − 0                              |

## Details

### Eerste ontmoeting
| Vriendschappelijk (Tbilisi, Georgië, 7 juni 2017): |              | |
| Georgië | 3 – 0        | Saint Kitts en Nevis |
| Giorgi Arabidze 51' Giorgi Arabidze 73' (pen.) Vladimir Dvalisjvili 80' | goals        | |
| Vladimír Weiss | bondscoach   | Jacques Passy |
| Giorgi Makaridze Giorgi Navalovski 78' Nika Kvekveskiri 46' Goeram Kasjia Otar Kakabadze 73' Dzjemal Tabidze Giorgi Merebasjvili Dzjaba Kankava Valeri Kazaisjvili 67' Nika Katsjarava 67' Batsjana Araboeli 46' | opstellingen | Jamal Jeffers Lois Maynard Thrizen Leader Justin Springer Romaine Sawyers 56' Kimaree Rogers Theo Wharton 88' Jason St'Juste 76' Raheem Sommersall 89' Harry Panayiotou 65' Zephaniah Thomas |
| Giorgi Arabidze 46' Moertaz Daoesjvili 46' Elgoedzja Lobzjanidze 67' Vladimir Dvalisjvili 67' Solomon Kverkvelia 73' Lasja Sjergelasjvili 78'                                                                    | wissels      | 56' Gvaune Amory 65' Gerard Williams 76' Omari Sterling-James 88' Michael Nottingham 89' Jacob Hazel                                                                                         |
| Dzjemal Tabidze 84' | gele kaarten | 56' Romaine Sawyers 56' Kimaree Rogers 85' Gerard Williams |
| - Debuut van Elgoedzja Lobzjanidze (FC Orenburg) voor Georgië. |              | |

GFF · A-internationals · Bondscoaches · Statistieken · Georgisch vrouwenelftal · Georgië U21 · Georgië U20 · Georgië U19 · Georgië U18 · Georgië U17 · Georgië U16
1990 – 1999 ·
2000 – 2009 ·
2010 – 2019 ·
2020 − 2029
1990 · 
1991 · 
1992 · 
1993 · 
1994 · 
1995 · 
1996 · 
1997 · 
1998 · 
1999 · 
2000 · 
2001 · 
2002 · 
2003 · 
2004 · 
2005 · 
2006 · 
2007 · 
2008 · 
2009 · 
2010 · 
2011 · 
2012 · 
2013 · 
2014 · 
2015 ·
2016 ·
2017 ·
2018 ·
2019 ·
2020 ·
2021 ·
2022 ·
2023 ·
2024
Albanië ·
Andorra ·
Armenië ·
Azerbeidzjan ·
Bosnië en Herzegovina ·
Bulgarije ·
Cyprus ·
Denemarken ·
Duitsland ·
Egypte ·
Engeland ·
Estland ·
Faeröer ·
Finland ·
Frankrijk ·
Gibraltar ·
Griekenland ·
Hongarije ·
Ierland ·
IJsland ·
Iran ·
Israël ·
Italië ·
Jordanië ·
Kameroen ·
Kazachstan ·
Kosovo ·
Kroatië ·
Letland ·
Libanon ·
Liechtenstein ·
Litouwen ·
Luxemburg ·
Malta ·
Marokko ·
Moldavië ·
Mongolië ·
Montenegro · 
Nederland ·
Nieuw-Zeeland ·
Nigeria ·
Noord-Ierland ·
Noord-Macedonië ·
Noorwegen ·
Oekraïne ·
Oezbekistan ·
Oostenrijk ·
Paraguay ·
Polen ·
Portugal ·
Qatar ·
Roemenië ·
Rusland ·
Saint Kitts en Nevis ·
Saoedi-Arabië ·
Schotland ·
Servië ·
Slovenië ·
Slowakije ·
Spanje ·
Thailand ·
Tsjechië ·
Tunesië ·
Turkije ·
Uruguay ·
Verenigde Arabische Emiraten ·
Wales ·
Wit-Rusland ·
Zuid-Afrika ·
Zuid-Korea ·
Zweden ·
Zwitserland
SKNFA · A-internationals · Vrouwenelftal van Saint Kitts en Nevis
1979 – 1989 · 
1990 – 1999 · 
2000 – 2009 · 
2010 – 2019 ·
2020 − 2029
Amerikaanse Maagdeneilanden ·
Andorra ·
Anguilla ·
Antigua en Barbuda ·
Armenië ·
Aruba ·
Bahama's ·
Barbados ·
Belize ·
Bermuda ·
Britse Maagdeneilanden ·
Canada ·
Costa Rica ·
Cuba ·
Curaçao ·
Dominica ·
Dominicaanse Republiek ·
El Salvador ·
Estland ·
Georgië ·
Grenada ·
Guyana ·
Haïti ·
India ·
Jamaica ·
Kaaimaneilanden ·
Mauritius ·
Mexico ·
Montserrat ·
Nicaragua ·
Noord-Ierland ·
Puerto Rico ·
Saint Lucia ·
Saint Vincent en de Grenadines ·
San Marino ·
Suriname ·
Taiwan ·
Trinidad en Tobago ·
Turks- en Caicoseilanden ·
Verenigde Staten